# 25051 Vass
25051 Vass este un asteroid din centura principală de asteroizi.

## Descriere
25051 Vass este un asteroid din centura principală de asteroizi. A fost descoperit pe 20 august 1998 la Stația Anderson Mesa în cadrul programului LONEOS. Asteroidul prezintă o orbită caracterizată de o semiaxă mare de 2,62 ua, o excentricitate de 0,16 și o înclinație de 14,7° în raport cu ecliptica.